# 052型导弹驱逐舰

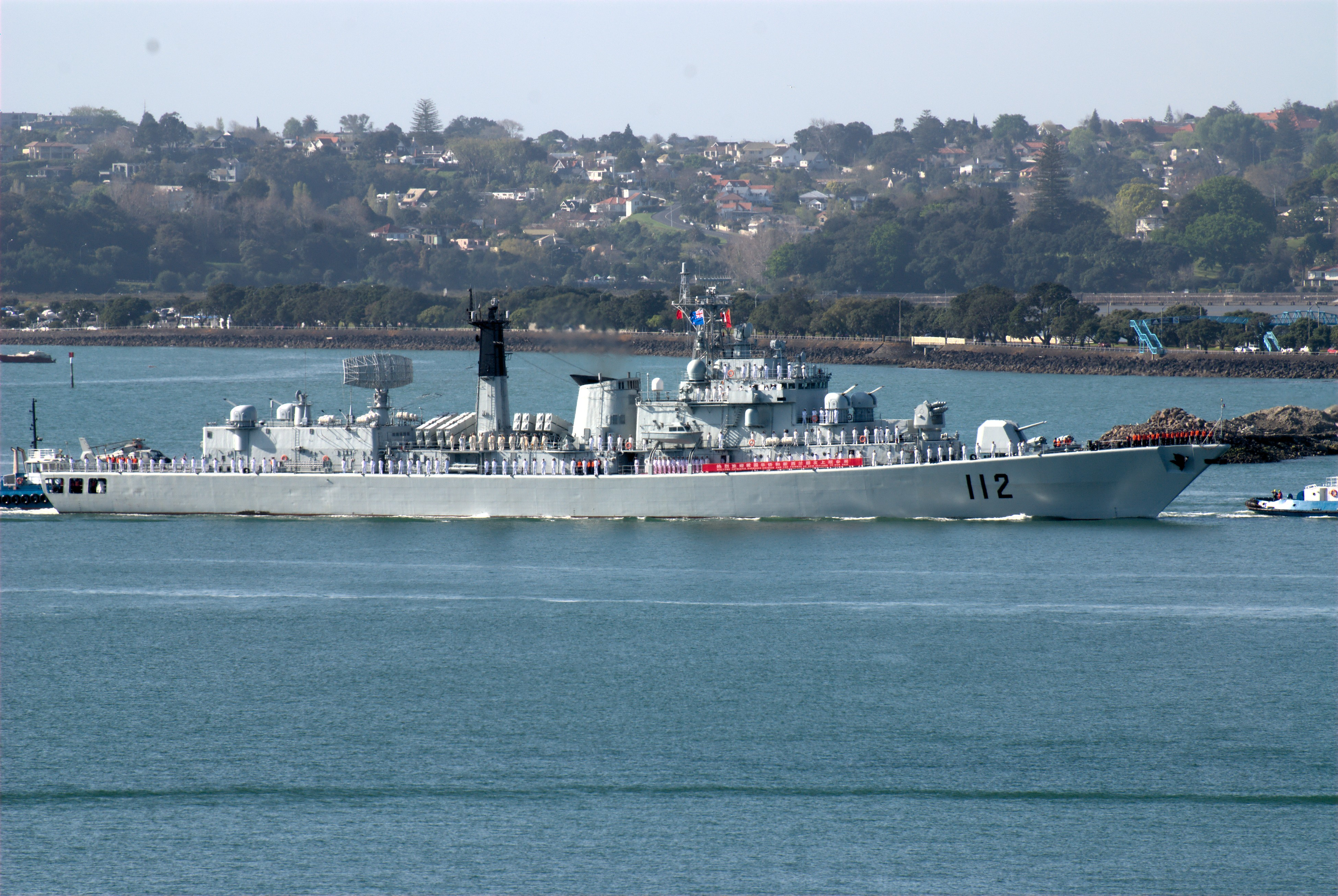
“哈尔滨”舰访问新西兰奥克兰（2007年10月7日）

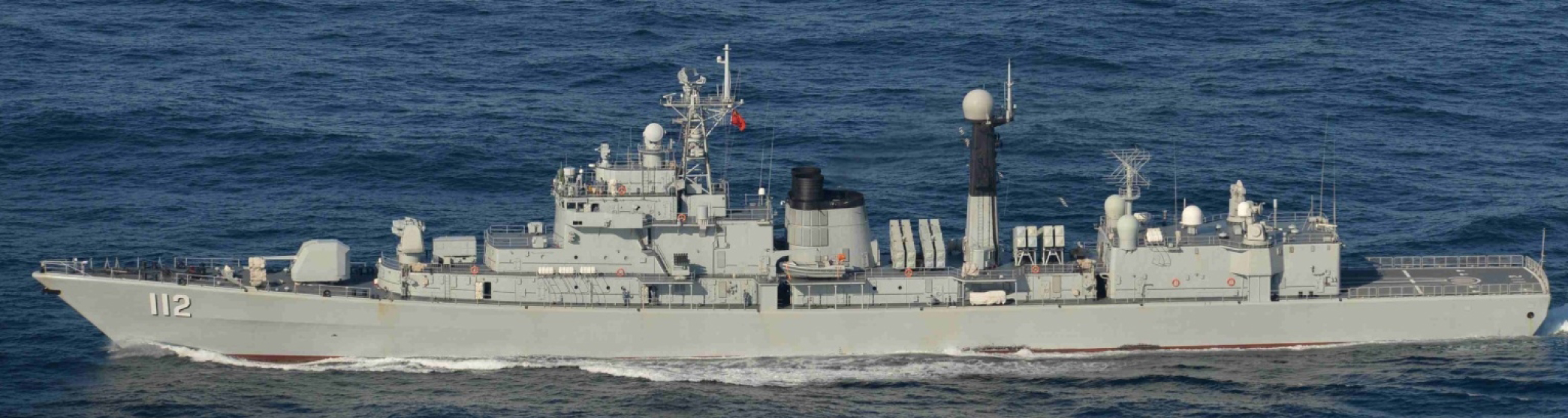
现代化改装后的“哈尔滨”舰

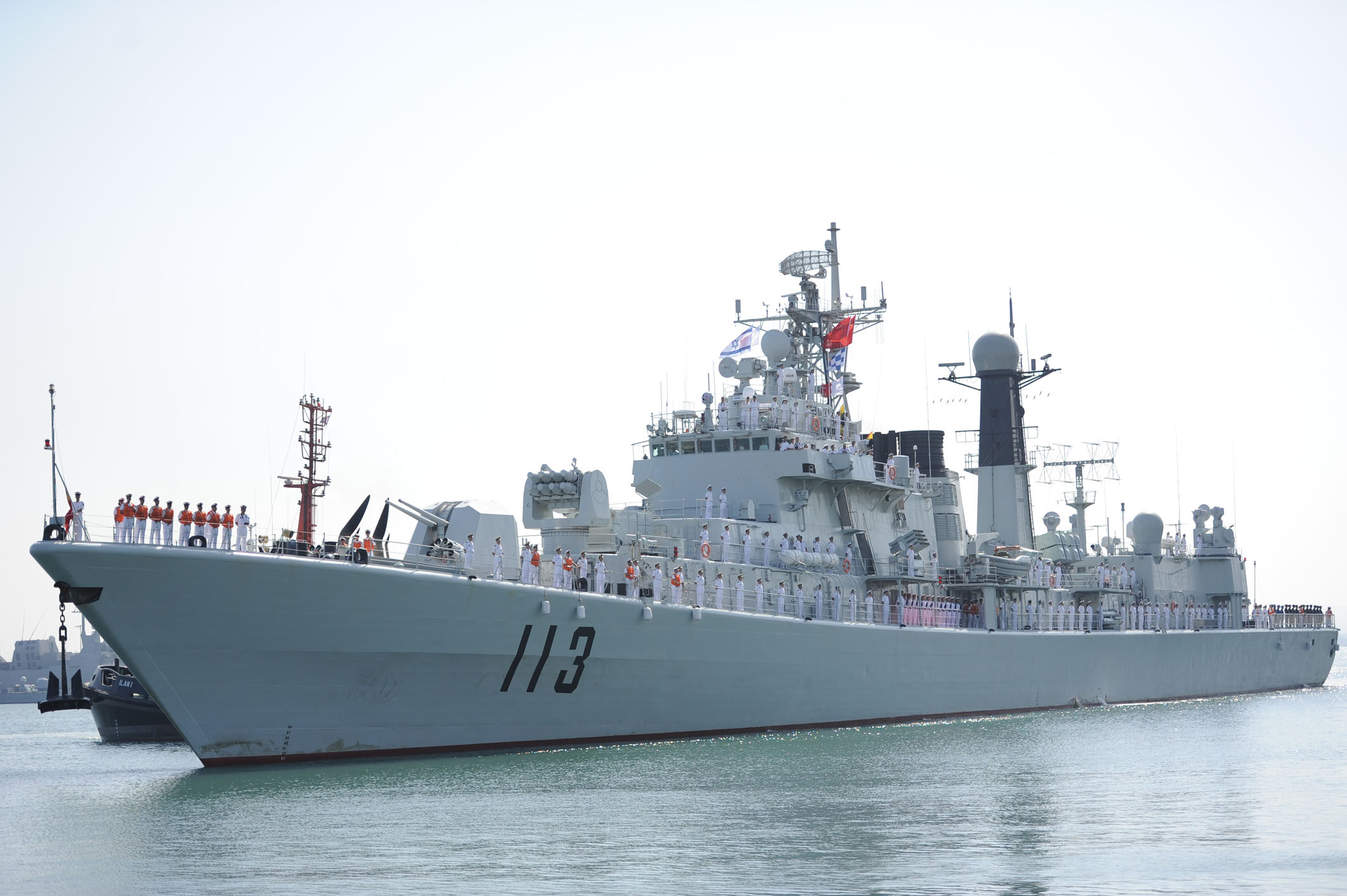
现代化改装后的“青岛”舰

052型驱逐舰（北约代号：旅沪级）是一型为中国人民解放军海军建造的导弹驱逐舰。在1980年代末开始建造，1994年5月首制舰服役。该型舰由上海江南造船厂建成两艘：112“哈尔滨”舰、113“青岛”舰。两舰均在北海舰队服役，装备防空导弹，舰载反潜直升机，装用美国通用电气LM2500燃气轮机与自动化指挥系统，被视为中国引進裝備並在自己的船廠建造的第二代导弹驱逐舰，具有反潜、反舰、防空能力的多用途驱逐舰。代表了1990年代中期中国海军水面作战舰艇最高技术水平。

## 建造背景
1980年代，中国海军需要为战略导弹核潜艇从北方基地出海巡逻提供保护用的反潜护航舰艇；同时，中国海军的使命不再仅仅是守卫大陆近海，还需要深入远离大陆的海域，需要反潜能力较强的水面作战舰艇。中国海洋意识逐渐增强，开始关注南海问题，在南中国海以争夺逐渐失去自己掌控的岛屿。加强水面舰艇的防空能力迫在眉睫，但053K型护卫舰的研制进展不顺利，以及对051型驱逐舰（旅大级驱逐舰）加装舰空导弹的尝试并不十分成功，总体上而言没有整体提升自动化作战能力，不能适应远洋作战要求，再加之051型驱逐舰的整体设计已经落后，中国海军急需要一级新型舰艇填补空缺。同时，随着1980年代中国与西方国家的关系改善，军事技术的引进出现可能。
1983年，研制新一代导弹驱逐舰论证时，总设计师潘镜芙提出新型驱逐舰研制分两步走的建议，先在现有的驱逐舰基础上进行改进型的研制（后来的051G型），作为新系统的验证舰；再研制新一代驱逐舰（后来的052型）。

## 概况
052型导弹驱逐舰计划始于1985年，首制舰1989年开工。052型采用高平甲板船型，舰体具有较前型051型提高在恶劣海况下稳性的长宽比，适航性有明显改进。采用柴－燃交替动力装置（CODOG）。电子、武器和动力设备较多来自欧美等西方国家。配备采用集中指挥、分散控制构架的自动化作战指挥系统，是中国人民解放军海军首艘配备有完善的战斗数据系统的军舰。为提高反潜探测能力，配备了法国制的DUBV43 (ESS-1) 拖曳变深声呐(VDS)，艉部设有机库搭载2架直升飞机。装有4座双联装8具“鹰击”-8A反舰导弹。052型最显著的特征是装备法国汤姆逊CSF“海响尾蛇”8单元舰对空导弹系统（国产化型号海红旗-7型防空导弹系统），但射程有限，按照现代化标准不足以为舰队提供充分防空能力。
052型考虑了人机环境工程要求，舰员居住性较051型有明显改善。在052型设计阶段很重视系统的对接调试以及电子设备的电磁兼容问题。
052型首制舰 (舷号112) 装用了兩台美国通用電氣公司的LM2500型燃气轮机以及两台德国MTU 12V1163TB83型柴油机。后来90年代時，由于六四事件，LM2500型燃气轮机因禁运无法进口，最初猜测，后续建造的二号舰 (舷号113) 以乌克兰的产品GT25000型燃气轮机替代，烟囱外观的差异是早期分辨112舰与113舰的最显著的特征。后来一些报道显示，在禁运前中国已经获得4台LM2500型燃气轮机，且部分零件可在国内生产，后来美国又一定程度上放宽了对中国的民用部分零件出口，零备件供应问题基本解决，二号舰未更改设计也装备了LM2500型，仅是因采用改进设计新的抑制红外线辐射烟道的烟囱，使052型两舰的烟囱外观呈现不同的形态。

### 武器装备
- 一座79A式（研制代号PJ33A）双联装100毫米口径舰炮。
- 一套汤姆逊-CSF八联装“海响尾蛇”防空导弹发射装置（国产化型号八联装“海红旗”-7型防空导弹发射器），连同备用弹共24枚。
- 四套双联装“鹰击”-8A（YJ-8A）反舰导弹，共8枚。后升级为四座四联装“鹰击”-83（YJ-83）反舰导弹，共16枚。
- 四座76A式双联装37毫米口径高射炮。 后换装为两座7-30型7管30毫米口径近防武器系統。
- 两座三联装324毫米口径鱼-7型鱼雷发射管。
- 两具75式12管火箭深弹发射器。 后换装为两座87式6管火箭深弹发射器。
- 2架直-9型直升机，由于是轻型直升机搭载能力有限，分别负责探测、攻击的方式配置。[2]

### 电子设备
- 指挥和控制：ZJK-4型舰载作战指挥系统，整合目标捕获、导航、通信、信号处理和武器控制功能
- 数据链：SNTI-240卫星通信（SATCOM）和数据链
- 对空雷达：518型“海鹰”远程对空警戒雷达，L波段 （后改装517H型“八木”远程警戒雷达）。
对空/对海搜索雷达：汤姆逊-CSF TSR3004“海虎”(国产化360型)，E/F波段。
对海/低空搜索雷达：国产362型搜索雷达，I波段 （后改装364型）。
导航：RM-1290型，I波段。
- 火控雷达：344型，I波段（用于100毫米炮和反舰导弹）；2个347G型“谷灯”，I波段（用于双管37毫米舰炮）；1座汤姆逊-CSF“海狸”2C型，I/J波段（用于“海响尾蛇”防空导弹）。
- 光电设备：两套OFD-630型（GDG-775）光电跟踪仪
- 声纳：DUBV-23（SJD-8/9）舰体声呐，主动搜索和攻击，中频。 DUBV-43拖曳式变深声呐，主动攻击，中频。（后改装拖曳线阵列声呐）

### 现代化改装
两艘052型在2003年-2004年改装中，反舰导弹原先以45°斜向前安装的4座双联装发射装置，改装成朝向左右两舷安装的4座四联装“鹰击”-83 (YJ-83) 发射装置；改进了防空导弹系统；100毫米口径舰炮换成具有隐形外廓的改进型。
052型在1990年代服役时是作为舰队核心舰，特意位于直升机库顶部前面安装518型大型对空雷达，用于提供空情预警以及对空引导，随着21世纪初安装相控阵雷达的新型舰服役，在2011年052型完成中修时的进一步现代化改装中，拆除大型对空雷达，由517H型“八木”二坐标警戒雷达取代，364型对海/对低空搜索雷达取代后桅上的362型对海/对低空搜索雷达，同时改装电子设备，在舰桥两侧新增两座726型12管干扰火箭弹发射器，安装新型电子对抗装置；用拖曳线阵列声呐替换原有的拖曳式变深声纳，用两座6管火箭深弹发射装置替换原有的12管火箭深弹发射装置；位于舰桥之前以及机库上方原有的4座双管37毫米自动炮被拆除，改装为位于机库上方的2座730型近程防御武器系统。  在改造过程中，112舰新安装的烟囱与113舰外观相近。

## 服役情况

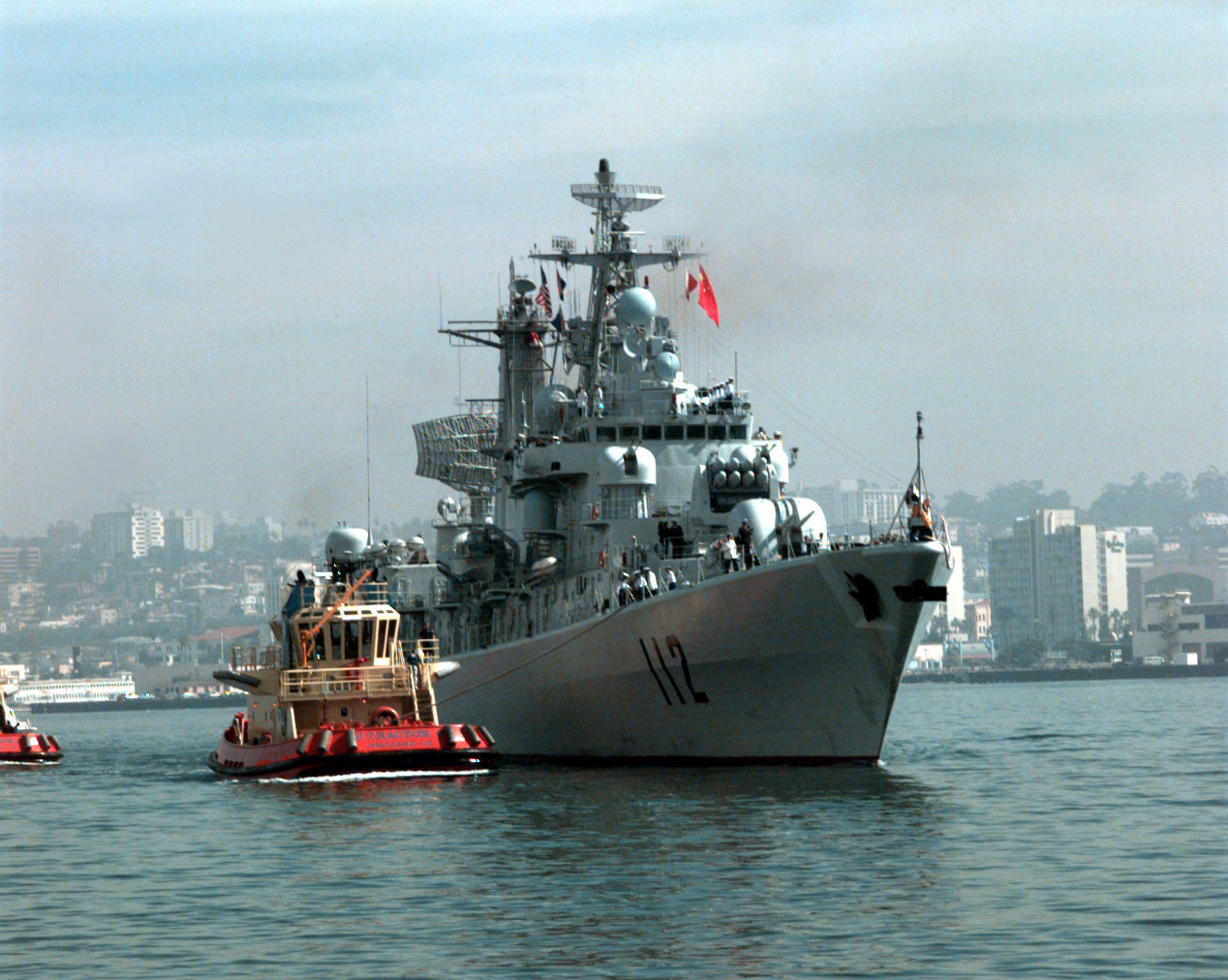
哈爾濱艦1997年訪問美國聖地牙哥港

052型驱逐舰在上海江南造船厂建造，共建有两艘，全部部署在北海舰队驱逐舰第一支队：
1. 哈尔滨舰（舷号112）1994年5月8日完工服役，哈尔滨舰采用较多外国进口设备造价较高，且调试花费了较长时间。1995年10月，江泽民在青岛检阅海军，112“哈尔滨”舰首次公开露面（被媒体称作“中华第一舰”）。1996年7月哈尔滨舰出访俄罗斯海參崴参加俄罗斯海军成立300年庆典。1997年3月，哈尔滨舰到美国圣迭戈军港访问，是中国人民解放军海军军舰首次访问美国大陆。2009年4月23日庆祝中國人民解放軍海軍成立60周年海上閱兵，哈尔滨舰担任分列式检阅舰。
2. 青岛舰（舷号113） 1996年5月28日完工服役，青岛舰采用部分国产化设备替代了进口设备。113“青岛”舰执行过很多出访外国的任务（被媒体称为“外交明星舰”）。1998年4月青岛舰首次远航前往新西兰、澳大利亚访问。2002年5月15日至9月23日由青岛舰和补给船组成的舰队从青岛起航，完成了中国海军首次环球巡航。2013年8月包括青岛舰在内的编队前往美国、澳大利亚、新西兰访问，期间参加东盟防长扩大会议首次海上安全实兵演习和澳大利亚庆祝“军舰进入悉尼港100周年”国际观舰式。